# Joe Silver
Pour les articles homonymes, voir Silver.
Joe Silver (28 septembre 1922-27 février 1989) est un acteur américain de théâtre, de télévision, de cinéma et de radio. Sa voix profonde distinctive a déjà été décrite comme « la voix la plus basse du monde du spectacle; si basse que lorsqu'il parle, il délie vos lacets. »

## Biographie
Silver est né le 28 septembre 1922 à Chicago, en Illinois. Il a été élevé à Green Bay (Wisconsin). Il a fréquenté Green Bay East High School et l'université du Wisconsin,.
Silver a fait ses débuts au théâtre de Broadway en 1942 dans une reprise de Tobacco Road,. Il était dans la production originale de Gypsy: A Musical Fable (1959) et a été nommé pour un acteur de soutien Tony Award pour avoir joué neuf rôles différents dans Lenny (1971),.
En 1947, il a fait la première de plus de 1 000 apparitions à la télévision,, en tant que panéliste sur What It Worth? Deux ans plus tard, il est devenu membre de le casting de l'émission de télévision éducative pour enfants de CBS M. Je Magination. En 1950, il est apparu dans l'émission de variétés de courte durée CBS Joey Faye's Frolics. Il a ensuite été présenté sur The Red Buttons Show dans les années 1950 et a été le deuxième "Captain Jet", animateur de l'émission pour enfants Space Funnies à la fin des années 1950. Il a joué le mari du personnage de la star Lee Grant dans Fay au cours de la saison 1975-1976.
Ses crédits de film incluent Journal d'un célibataire (1964), Déplacer (1970), Rhinocéros (1974), L'Apprentissage de Duddy Kravitz (1974), Shivers (1975), Rabid (1977), Tu illumines ma vie (1977), Crash (en) (1978), Boardwalk (1979), Piège mortel (1982) , Presque vous (1985) et Changement de chaîne (1988). Il a également fourni la voix du bœuf dans le spécial de Noël de 1970 La nuit les animaux ont parlé, et comme "The Creep" dans le film d'anthologie d'horreur Creepshow 2 (1987). Il a également fourni les voix parlées et chantantes du Greedy dans Raggedy Ann & Andy: A Musical Adventure (1977).
La dernière performance de Silver était dans la comédie musicale Legs Diamond où son courage a été noté alors qu'il continuait à jouer, nuit après nuit, alors qu'il mourait d'un cancer du foie. Il est décédé à Manhattan à l'âge de 66 ans le 27 février 1989. Il a laissé dans le deuil son épouse, l'actrice Chevi Colton, leur fils Christopher, leur fille Jennifer et trois petits-enfants.

## Filmographie
| An   | Titre                                      | Rôle              | Remarques            |
| 1964 | Journal d'un baccalauréat                  | Charlie Barrett   |                      |
| 1970 | Move                                       | Oscar             |                      |
| 1971 | Klute                                      | Dr Spangler       | Non crédité          |
| 1974 | Rhinocéros                                 | Norman            |                      |
| 1974 | L'Apprentissage de Duddy Kravitz           | Farber            |                      |
| 1975 | Frissons                                   | Rollo Linsky      |                      |
| 1977 | Raggedy Ann et Andy: une aventure musicale | The Greedy        | Voix                 |
| 1977 | Rabid                                      | Murray Cypher     |                      |
| 1977 | Tu illumines ma vie                        | Si Robinson       |                      |
| 1978 | Crash                                      | Alvin Jessop      | Téléfilm             |
| 1979 | Boardwalk                                  | Leo Rosen         |                      |
| 1982 | Piège mortel                               | Seymour Starger   |                      |
| 1985 | Presque vous                               | Oncle Stu         |                      |
| 1985 | Le Concert                                 | Abe Mitgang       |                      |
| 1987 | Creepshow 2                                | The Creep         | Voix                 |
| 1987 | Bâtons magiques                            | Prêteur sur gages |                      |
| 1987 | M. Nice Guy                                | Leser Tish        |                      |
| 1988 | Changement de chaîne                       | Mordsini          | Rôle final au cinéma |